# Parastasia kangeanensis
Parastasia kangeanensis är en skalbaggsart som beskrevs av Yuiti Wada 2007. Parastasia kangeanensis ingår i släktet Parastasia och familjen Rutelidae. Inga underarter finns listade i Catalogue of Life.